# Mad Men – Reklámőrültek
A Mad Men – Reklámőrültek (eredeti címén Mad Men) 2007 és 2015 között bemutatott Matthew Weiner által készített,  többszörös díjnyertes amerikai televíziós sorozat. A műsor 2007. július 19-étől volt látható az amerikai AMC kábeltelevízió műsorán, és összesen hét évad készült el belőle. Minden évad 13 epizódból áll.
Magyarországon 2008. szeptember 7-én mutatta be az M1, az alacsony nézettség miatt a második évad már az M2-n volt látható 2009. február 24-étől.
A Mad Men az 1960-as években játszódik, kezdetben a fiktív Sterling Cooper reklámügynökségben, New Yorkban a Madison Avenue-n, majd az újonnan alapított Sterling Cooper Draper Pryce vállalatnál. A történet központi szereplője Don Draper (Jon Hamm), a Sterling Cooper kreatív igazgatója és a Sterling Cooper Draper Pryce társalapítója. A műsor hűen ábrázolja az 1960-as évekbeli Amerika változó hangulatait, társadalmi szokásait, és politikai korrektségét.
A sorozat elismerő kritikákat kapott főként a történelmi hitelességéért és a vízuális stílusáért, és több díjjal is jutalmazták, többek között tizenhárom Emmy- és négy Golden Globe-díjjal. Ez az első kábeltelevíziós sorozat, amely 2008-ban, 2009-ben, és 2010-ben is megnyerte a legjobb dráma sorozatnak járó Emmy-díjat.
A „mad men” kifejezést az 1950-es évek végén a Madison Avenue-n dolgozó reklámigazgatók honosították meg. Eredeti formája: Madison Avenue men (Madison Avenue-i férfiak), tehát a kifejezés első része nem a "mad" (őrült) szóból származik, hanem a Madison Avenue rövidítése.

## Szereplők
A Mad Men történetének középpontjában nagyrészt Don Draper áll, mellette megtalálható az 1960-as New York számos társadalmi osztályát képviselő szereplő is. A sorozat a karakterek múltjára és az azóta történt fejlődésére fekteti a hangsúlyt.
| Szereplő                  | Színész             | Magyar hang       | Leírás |
| ------------------------- | ------------------- | ----------------- | --- |
| Donald "Don" Draper       | Jon Hamm            | Fekete Ernő       | született Dick Whitman (Jon Hamm): A Sterling Cooper reklámügynökség kreatív igazgatója, és a negyedik évadtól Sterling Cooper Draper Pryce vállalat társalapítója. Keményen iszik és láncdohányos, a múltja ködös, de sikeres a reklámszakmában. Feleségül vette Elizabeth "Betty" Drapert, született három gyerekük is, de a sorozatos hűtlensége és a múltjáról bevallott dolgok különköltözéshez vezettek, végül a harmadik évad végén elváltak. Draper valódi neve Dick Whitman, az új személyazonosságát a koreai háborúban meghalt tábornokától vette fel, hogy ezzel megszabaduljon a nemkívánatos múltjától. |
| Margaret "Peggy" Olson    | Elisabeth Moss      | Pálmai Anna       | Don Draper titkárnőjeként kezd, majd szövegíróvá lép elő, melyhez saját irodát is kap. Terhes lesz Pete Campbell gyerekével, amit sem ő, sem a családtagjai vagy a munkatársai nem vesznek észre, amíg meg nem indul a szülés, és kórházba kerül. Campbell a második évad végéig nem tud a terhességéről, ekkor mondja el neki Peggy, hogy a gyereket örökbe adta. A harmadik évadban Duck Phillips megkörnyékezi őt, hogy hagyja el a Sterling Coopert, de ő visszautasítja annak ellenére is, hogy Phillips kitartása egy romantikus kapcsolathoz vezet. Don elismeri Peggy képességeit, és emiatt választja ki őt magához a Sterling Cooper Draper Pryce-hoz, ahol Peggy több szabadságot kap a kreatív reklám ötletek terén, de Don továbbra is hajtja őt, hogy minél jobb legyen. |
| Peter "Pete" Campbell     | Vincent Kartheiser  | Benedikty Marcell | A fiatal, ambiciózus és kiváltságos háttérrel rendelkező Campbell zsarolni próbája Drapert az eltitkolt múltjából származó információkkal. Annak ellenére, hogy egy kölcsönös tisztelet fejlődött ki közöttük, Don inkább Ken Cosgrove-ot választotta Pete helyett az új ügynökséghez. Campbellnek és feleségének, Trudynak nem lehetett közös gyerekük, és a Peggy Olsonnal közös gyerekéről is csak a második évad végén szerez tudomást. A harmadik évad végén elégedetlen a Sterling Cooperrel az előrelépését illetően, ezért titokban azt tervezi, hogy elhagyja a céget. Don Draper nem tud erről, ezért ajánlatot tesz Campbellnek, hogy csatlakozzon az új vállalatához, aki csatlakozik azzal a feltétellel, hogy egyenlő partnerként bánnak vele, habár a neve nem jelenik meg a vállalat nevében (Sterling Cooper Draper Pryce). Campbell azon kevés szereplők egyike a sorozatban, aki nem dohányzik. |
| Elizabeth "Betty" Francis | January Jones       | Gubás Gabi        | Don Draper volt felesége, és három közös gyermekük anyja. Egy philadelphiai kertvárosban nőtt fel. Modell korában ismerte meg Don-t, és nem sokkal azután össze is házasodtak. Az első két évad folyamán Betty fokozatosan szerez tudomást férje nőügyeiről. Rövid ideig tartó különélés után Betty megengedi Don-nak, hogy hazaköltözzön, ahol megtudja, hogy a felesége a harmadik gyereküket várja. A harmadik évad végén, 1963 decemberében Renóba költözik, azzal a szándékkal, hogy elválik Dontól. A negyedik évad indulásakor 1964 novemberében már elvált Dontól és hozzáment Henry Francishez. A gyerekekkel és az új férjével továbbra is Don Draper házában élnek, de az évad végén úgy döntenek, hogy elköltöznek. Betty kapcsolata a gyerekeivel gyakran feszült, különösen Sallyvel. |
| Joan Harris               | Christina Hendricks | Pikali Gerda      | Irodavezető és a titkársági szövetség vezetője Sterling Coopernél. Hosszú ideig viszonya volt Roger Sterlinggel, amíg a két szívrohama miatt Sterling véget nem vetett a kapcsolatnak. A második évadban eljegyzi Dr. Greg Harris, majd a harmadik évadra már házasok, és a férje arra kéri, hogy lépjen ki Sterling Coopertől. Próbára teszi a házasságukat, hogy Greg nehezen boldogul sebészként, ezért Joan kénytelen egy áruházban dolgozni, emiatt kéri Roger Sterlinget, hogy segítsen neki irodai állást találni. Az értékes vezetői képességei miatt később felveszik az új vállalathoz, amit Don, Roger, Bert és Lane alapított. Eközben Greget besorozzák a hadseregbe, és a negyedik évad elején alapképzésre, majd Vietnámba megy. Amíg a férje távol van, Joan és Roger között szexuális kapcsolat alakul ki, melynek következtében Joan terhes lesz. Eleinte a terhesség megszakítása mellett dönt, de a negyedik évad végén beszél a férjével a terhességéről, aki nem tudja, hogy a gyerek nem tőle van.                                                        |
| Roger Sterling, Jr.       | John Slattery       | Fazekas István    | Az egyik rangidős tulajdonos a kettő közül, és Don Draper egykori tanácsadója. Az apja alapította céget Bertram Cooperrel, ezért az ő neve kerül előre cég nevében. Bertram Cooper megemlíti a második évadban, hogy az ő felesége mutatta be Sterlingnek Monát, aki később feleségül vett, majd el is vált tőle Don korábbi titkárnője a 22 éves Jane kedvéért. Sterling tengerészként szolgált a második világháborúban, és közismerten nőcsábász volt, amíg két szívroham meg nem változtatta a szemléletét, bár az ivási és dohányzási szokásaira nem volt hatással, amiket továbbra is túlzásba visz. Mielőtt elvette volna Jane-t, hosszabb viszonya volt Joan Hollowayjel, és a negyedik évadban teherbe ejtette őt. A negyedik évadban Roger kevésbé foglalkozik az új vállalat ügyeivel, mint tette a Sterling Coopernél. Az elsődleges feladata a Lucky Strike szerződés kezelése, mivel abból származik a vállalat bevételének fele. Azonban később kiderül, hogy a Lucky Strike egy másik ügynökséghez szerződik, ezzel drámai leépítésre kényszerítve a vállalatot. |

## Epizódok
| Évad | Évad | Epizódok | Eredeti bemutató    | Eredeti bemutató  |
| Évad | Évad | Epizódok | Évad premier        | Évad befejezése   |
| ---- | ---- | -------- | ------------------- | ----------------- |
|      | 1    | 13       | 2007. július 19.    | 2007. október 18. |
|      | 2    | 13       | 2008. július 27.    | 2008. október 26. |
|      | 3    | 13       | 2009. augusztus 16. | 2009. november 8. |
|      | 4    | 13       | 2010. július 25.    | 2010. október 17. |
|      | 5    | 13       | 2012. március 25.   | 2012. június 10.  |
|      | 6    | 13       | 2013. április 13.   | 2013. június 23.  |
|      | 7    | 14       | 2014. április 7.    | 2015. május 17.   |

## Díjak és jelölések
Primetime Emmy-díjak
- 2008 Nyert, legjobb dráma sorozat
- 2008 Jelölés, legjobb színész dráma sorozatban (Jon Hamm)
- 2008 Jelölés, legjobb mellékszereplő dráma sorozatban (John Slattery)
- 2008 Jelölés, legjobb vendégszínész dráma sorozatban (Robert Morse)
- 2009 Nyert, legjobb dráma sorozat
- 2009 Jelölés, legjobb színész dráma sorozatban (Jon Hamm)
- 2009 Jelölés, legjobb színésznő dráma sorozatban (Elisabeth Moss)
- 2009 Jelölés, legjobb mellékszereplő dráma sorozatban (John Slattery)
- 2010 Nyert, legjobb dráma sorozat
- 2010 Jelölés, legjobb színész dráma sorozatban (Jon Hamm)
- 2010 Jelölés, legjobb színésznő dráma sorozatban (January Jones)
- 2010 Jelölés, legjobb mellékszereplő dráma sorozatban (John Slattery)
- 2010 Jelölés, legjobb színésznő dráma sorozatban (Christina Hendricks)
- 2010 Jelölés, legjobb színésznő dráma sorozatban (Elisabeth Moss)
- 2010 Jelölés, legjobb vendégszínész dráma sorozatban (Robert Morse)
- 2011 Nyert, legjobb dráma sorozat
- 2011 Jelölés, legjobb színész dráma sorozatban (Jon Hamm)
- 2011 Jelölés, legjobb színésznő dráma sorozatban (Elisabeth Moss)
- 2011 Jelölés, legjobb mellékszereplő dráma sorozatban (John Slattery)
- 2011 Jelölés, legjobb női mellékszereplő dráma sorozatban (Christina Hendricks)
- 2011 Jelölés, legjobb vendégszínész dráma sorozatban (Robert Morse)
- 2011 Jelölés, legjobb női vendégszínész dráma sorozatban (Cara Buono)
- 2011 Jelölés, legjobb női vendégszínész dráma sorozatban (Randee Heller)

Golden Globe-díjak
- 2008 Nyert, legjobb dráma sorozat
- 2008 Nyert, legjobb színész dráma sorozatban (Jon Hamm)
- 2009 Nyert, legjobb dráma sorozat
- 2009 Jelölés, legjobb színész dráma sorozatban (Jon Hamm)
- 2009 Jelölés, legjobb színésznő dráma sorozatban (January Jones)
- 2010 Nyert, legjobb dráma sorozat
- 2010 Jelölés, legjobb színész dráma sorozatban (Jon Hamm)
- 2010 Jelölés, legjobb színésznő dráma sorozatban (January Jones)
- 2011 Nyert, legjobb dráma sorozat
- 2011 Jelölés, legjobb színész dráma sorozatban (Jon Hamm)
- 2011 Jelölés, legjobb színésznő dráma sorozatban (Elisabeth Moss)

Screen Actors Guild Awards
- 2008 Jelölés, legjobb férfi színész dráma sorozatban (Jon Hamm)
- 2008 Jelölés, legjobb alakítást nyújtó többszereplős dráma sorozat
- 2009 Jelölés, legjobb férfi színész dráma sorozatban (Jon Hamm)
- 2009 Jelölés, legjobb női színész dráma sorozatban (Elisabeth Moss)
- 2009 Nyert, legjobb alakítást nyújtó többszereplős dráma sorozat
- 2010 Jelölés, legjobb férfi színész dráma sorozatban (Jon Hamm)
- 2010 Nyert, legjobb alakítást nyújtó többszereplős dráma sorozat
- 2011 Jelölés, legjobb férfi színész dráma sorozatban (Jon Hamm)
- 2011 Jelölés, legjobb női színész dráma sorozatban (Elisabeth Moss)
- 2011 Jelölés, legjobb alakítást nyújtó többszereplős dráma sorozat

Satellite Awards
- 2007 Nyert, legjobb szereposztás televíziós sorozatban
- 2007 Jelölés, legjobb dráma sorozat
- 2008 Jelölés, legjobb dráma sorozat
- 2008 Jelölés, legjobb színész dráma sorozatban (Jon Hamm)
- 2008 Jelölés, legjobb mellékszereplő sorozatban, minisorozatban, vagy TV-filmben (John Slattery)
- 2009 Jelölés, legjobb dráma sorozat
- 2009 Jelölés, legjobb színész dráma sorozatban (Jon Hamm)
- 2009 Jelölés, legjobb színésznő dráma sorozatban (Elisabeth Moss)
- 2010 Jelölés, legjobb dráma sorozat
- 2010 Jelölés, legjobb színész dráma sorozatban (Jon Hamm)
- 2010 Jelölés, legjobb színésznő dráma sorozatban (Elisabeth Moss)

Writers Guild of America Awards
- 2007 Jelölés, legjobb dráma sorozat
- 2007 Nyert, legjobb újonc sorozat
- 2007 Jelölés, legjobb dráma epizód ("The Hobo Code")
- 2008 Nyert, legjobb dráma sorozat
- 2009 Nyert, legjobb dráma sorozat
- 2009 Jelölés, legjobb dráma epizód ("The Grown-Ups")
- 2009 Jelölés, legjobb dráma epizód ("Guy Walks Into an Advertising Agency")

Producers Guild of America Awards
- 2008 Nyert, legjobb dráma sorozat
- 2009 Nyert, legjobb dráma sorozat

American Society of Cinematographers Awards
- 2010 Jelölés, legjobb epizódikus sorozat ("Blowing Smoke")

## Nézettség
Az első évad premierjét 900.000 néző látta, ez több, mint kétszerese az erősen reklámozott második évad premierjének. A második évad második epizódjának történt nagyobb nézettség csökkenés pedig némely kritikust aggodalomra késztetett. A harmadik évad már 2,8 milliós nézettséggel mutatkozott be 2009 augusztusában.
| Évad | Sugárzási időszak                 | Amerikai nézettség (millióban) |
| ---- | --------------------------------- | ------------------------------ |
| 1    | 2007. július 19. – október 18.    | 0.90                           |
| 2    | 2008. július 27. – október 26.    | 2.00                           |
| 3    | 2009. augusztus 16. – november 8. | 2.80                           |
| 4    | 2010. július 25. – október 17.    | 2.92                           |

## Fordítás
- Ez a szócikk részben vagy egészben a  Mad Men című angol Wikipédia-szócikk ezen változatának fordításán alapul.  Az eredeti cikk szerkesztőit annak laptörténete sorolja fel. Ez a jelzés csupán a megfogalmazás eredetét és a szerzői jogokat jelzi, nem szolgál a cikkben szereplő információk forrásmegjelöléseként.